# Shannonomyia mesophragmoides
Shannonomyia mesophragmoides är en tvåvingeart som beskrevs av Alexander 1937. Shannonomyia mesophragmoides ingår i släktet Shannonomyia och familjen småharkrankar.
Artens utbredningsområde är Kuba. Inga underarter finns listade i Catalogue of Life.